# راهنمای مسافران مجانی کهکشان
راهنمای مسافر مجانی کهکشان (گاهی اوقات به اختصار HG2G, HHGTTG یک مجموعه کمدی، علمی تخیلی نوشته شده توسط داگلاس آدامز است. این مجموعه در اصل یک رادیو کمدی پخش شده در رادیو بی‌بی‌سی ۴ در سال ۱۹۷۸ می‌باشد که بعداً در قالب‌های دیگری همچون نمایش، رمان، کتاب کامیک، یک مجموعه تلویزیونی ۱۹۸۱ , یک بازی ویدئویی ۱۹۸۴ و یک فیلم ۲۰۰۵ بازنشر شده. راهنمای مسافر مجانی کهکشان به یک پدیده چندرسانه‌ای جهانی تبدیل شده؛ این کتاب از پرفروش‌ترین کتاب‌های دههٔ ۸۰ و ۹۰ میلادی است و تا به سال ۲۰۰۵ به بیش از ۳۰ زبان ترجمه شد. و همچنین بر اساس آن یک سریال تلویزیونی، یک تئاتر، یک موزیکال و یک فیلم سینمایی خلق شده‌است. این کتاب از پرخواننده‌ترین، مطرح‌ترین و بحث‌انگیزترین رمان‌های طنزآمیز و پست مدرنیستی ادبیات معاصر جهان است که با استقبال گسترده خوانندگان و اقبال فراوان منتقدان ادبی روبه‌رو بوده‌است.
دو جلد اول کتاب در ایران با ترجمهٔ آرش سرکوهی و توسط نشر چشمه، منتشر شده‌است.

## شکل‌گیری
داگلاس آدامز این رمان را در سال ۱۹۷۸، به شکل فصل‌های به نسبت مستقل اما پیوسته، به عنوان داستان‌های دنباله‌دار کوتاه برای رادیو بی‌بی‌سی نوشت و در سال ۱۹۷۹ در قالب رمان منتشر کرد.
رمان راهنمای مسافران مجانی کهکشان با استقبالی کم سابقه روبه‌رو شد و آدامز چهار جلد دیگر این رمان را با عنوان‌های رستوران در آخر جهان، زندگی، دنیا و همه‌چیز، خداحافظ و ممنون از اون همه ماهی و بیش‌ترش چیزی خاصی نیست در سال‌های ۱۹۷۹ تا ۱۹۹۲ خلق و منتشر کرد.
پس از مرگ آدامز، ایون کالفر، نویسنده ایرلندی، با اجازهٔ همسر آدامز و با استفاده از آرشیو، یادداشت‌ها و نوشته‌های چاپ نشده او، جلد ششم و آخرین جلد این رمان را با نام راستی تا یادم نرفته... نوشت و در سال ۲۰۰۹ منتشر کرد.

## داستان
راهنمای مسافران مجانی کهکشان داستان آرتور دنت، مردی از طبقه متوسط انگلیس و نقش ناخواستهٔ او را در یافتن معنای زندگی روایت کرده. رمان با حادثه‌ای آغاز می‌شود که برای ساکنان کره زمین مهم‌ترین رخداد اما در رمان حادثه‌ای فرعی است. وگون‌ها که یکی از نژادهای کهکشان هستند، سیاره زمین را برای احداث یک بزرگراه بین کهکشانی نابود می‌کنند.
کره زمین نابود می‌شود اما فورد و آرتور دنت (دوست فورد) چند ثانیه پیش از نابودی زمین به کمک دستگاهی که فورد به همراه دارد خود را به سفینه وگون‌ها منتقل کرده و از آن پس با «اتواستاپ» زدن سفر خود را در کهکشان‌ها ادامه می‌دهند. فورد پریفکت، از محققان مؤسسه‌ای است که کتاب راهنمای کهکشان برای اتواستاپ‌زن‌ها را منتشر می‌کند. او سال‌ها پیش از نابودیِ زمین برای تحقیقات میدانی به زمین سفر کرده بود. رمان، ماجراهای سفرهای این دو دوست و نقشِ آرتور را در یافتن معنای زندگی در بافتی جذاب و با زبانی روان به تصویر می‌کشد.